# Canard à l'orange
Pour les articles homonymes, voir Canard à l'orange (homonymie).
Le canard à l'orange est une spécialité culinaire gastronomique de la cuisine française, originaire de la cuisine médiévale, à base de canard sucré-salé à la sauce bigarade et Grand Marnier,.

## Histoire
L'orange amère bigarade est importée de Chine vers l'Europe à l'époque des croisades (XIe au XIIIe siècle. L'orange douce est découverte en Chine et importée en Europe au XVe siècle par des navigateurs portugais. Les oranges sont alors un produit de luxe jusque dans les années 1950 (histoire de l'orange).
Les premières recettes de canard à l'orange existent en France depuis le XIVe siècle.
Selon une légende, les cuisiniers de la reine de France Catherine de Médicis importent en France, au XVIe siècle, la recette de canard à l'orange,. Ce mythe est qualifié de "mensonge éhonté" par le Oxford Companion to Italian food, qui explique que la recette existait déjà en France plus de 100 ans avant la naissance de la reine Catherine. De plus, aucun cuisinier italien n'a été recensé à la cour de Catherine de Médicis. Cette légende s'inscrit dans ledit mythe italien dans la cuisine française.
Une des recettes écrites les plus anciennes se trouve dans le livre de François Marin Suite des Dons de Comus, publié en 1742.
Dans son ouvrage L'Art du cuisinier (1814), Antoine Beauvilliers propose une variation de cette préparation. Sa sauce combine du jus et de la "chair" d'orange, des zestes finement coupés et blanchis, le tout mélangé dans un bouillon de bœuf corsé, relevé par une touche de gros poivre. Cette recette a été reprise par Alexandre Dumas dans son Grand Dictionnaire de cuisine (1873).
Une autre déclinaison de ce plat est la Sauce bigarade, décrite dans Le Guide culinaire (1903). Elle consiste à carameliser du sucre, que l'on dissout ensuite avec un peu de vinaigre, puis on incorpore du fond de viande, du jus d'orange et de citron, en ajoutant des zestes d'agrumes coupés en julienne pour parfaire le mélange.
Le chef cuisinier français René Lasserre créé une recette gastronomique actuelle du canard à l'orange en 1945,,, une des spécialités de son restaurant gastronomique Lasserre du quartier des Champs-Élysées de Paris, en s'inspirant d'une recette de ses origines béarnaise, en substituant l'orange aux oignons,.

## Ingrédients

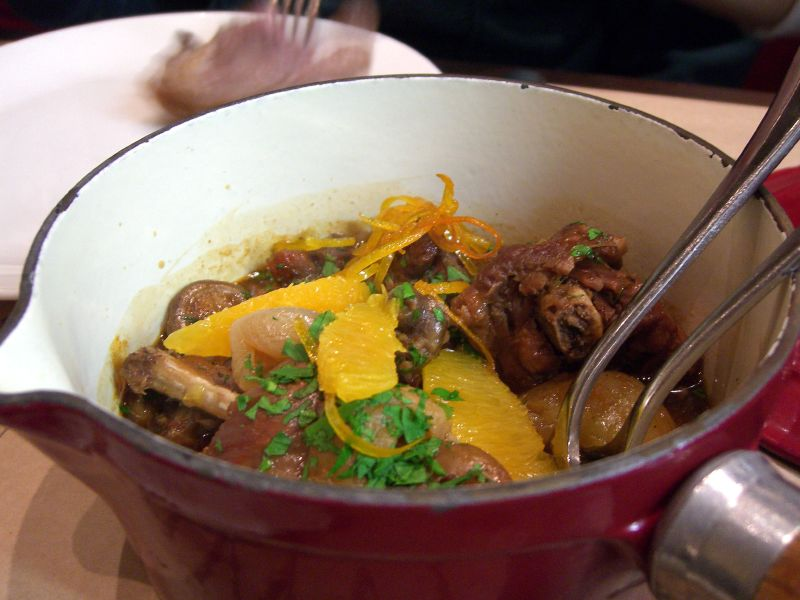
Cuisson du canard à l'orange.

Viande de canard, oranges (bigarades ou oranges amères, dites aussi oranges de Séville), vin blanc, beurre, citron, verres de cognac, de Cointreau, ou Grand Marnier, persil, oignon, carotte, bouquet garni, sel et poivre.

## Recette par René Lasserre
Le canard est poêlé au beurre et cuit doucement pendant 45 min, puis mijoté encore quelques minutes avec 10 cl de Grand Marnier. Faire caraméliser le jus de cuisson à plein feu avec une cuillerée à soupe de sucre, une de vinaigre de vin, une petite louche de jus d’orange. Le canard est dressé, bordé de quelques cuillerées de sauce écumée, entouré de quartiers d’orange cuits avec du jus de cuisson à part à la sauteuse,,,,,,.

## Théâtre et cinéma
- 1965 : Chambre à part, de Richard Thorpe.
- 1967 : Le Canard à l'orange, de William Douglas-Home, avec Jean Poiret.
- 1975 : Le Canard à l'orange, de Luciano Salce, avec Ugo Tognazzi.